# Protohertzina
Genre
Synonymes
- Emeidus Chen, 1982
- Hastina Yang & He, 1984

Protohertzina est un genre fossile de protoconodontes (ou, selon les classifications, de paraconodontes voire, possiblement, de chaetognathes), dont les fossiles sont trouvés dans des terrains datant du Cambrien (comme dans la formation Ingta du Canada).
Certains parmi les éléments associés au genre (comme par exemple, Protohertzina anabarica Missarzhevsky, 1973), sont probablement des crochets buccaux de chaetognathes plutôt que des dents de conodontes.

## Utilisation en stratigraphie
Les premiers fossiles connus datant du Précambrien tardif et du début du Cambrien proviennent de la zone à assemblages de petits fossiles coquilliers de la zone à Anabarites trisulcatus du bas de l'étage « Nemakit-Daldynien », en Sibérie. Ils sont analogues à ceux de la zone à Anabarites trisulcatus-Protohertzina anabarica à la base de l'étage du « Meishuchuan » en Chine.

## Espèces
- †Protohertzina anabarica Missarzhevsky, 1973 (type)
- †Protohertzina compressa (possible synonyme junior d'une espèce phosphatée 3-D d'une espèce de Protohertzina) Slater, Harvey & Butterfield, 2018[2]
- †Protohertzina cultrata Missarzhevsky, 1977
- †Protohertzina dabashanensis Yang & He, 1984
- †Hastina quadrigoniata (nom invalide, Hastina a été synonymisé avec Prothertzina par Parkhaev et Demindenko[3],[4],[5]) Yang & He, 1984
- †Protohertzina robusta Qian, 1977
- †Protohertzina siciformis Missarzhevsky, 1973
- †Protohertzina unguliformis Missarzhevsky, 1973